# Giovanni Verga
Giovanni Verga (ur. 2 września 1840 w Katanii, zm. 27 stycznia 1922 tamże) – włoski pisarz, opisujący w swych utworach życie mieszkańców wsi sycylijskiej.
Jego najbardziej znane dzieła to opowiadanie Rycerskość wieśniacza, na którego podstawie Pietro Mascagni skomponował popularną operę o tym samym tytule oraz powieści Rodzina Malavogliów i Mastro-don Gesualdo.
Twórczość Vergi jest często zaliczana do weryzmu, który to trend w historii literatury włoskiej pozostawał pod istotnym wpływem pisarzy naturalistów, takich jak Émile Zola.